# Milen Veltchev
Milen Veltchev (en búlgaro: Милен Велчев; Sofía, 24 de marzo de 1966) es un político y economista búlgaro, que se desempeñó como Ministro de Finanzas entre 2001 y 2005.
Nacido en Sofía en marzo de 1966, tiene una maestría y una licenciatura de la Universidad de Economía Nacional y Mundial en Sofía, Bulgaria; un BA de la Universidad de Rochester y un MBA de la MIT Sloan School of Management. Después de concluir sus estudios, trabajó en finanzas en Merrill Lynch en Londres, de 1995 a 2001.
Durante el Gobierno del Primer Ministro Simeon de Sajonia-Coburgo y Gotha sirvió como Ministro de Finanzas (2001-2005), y fue diputado a la Asamblea Nacional en la XL legislatura (2005-2009).